# Galanta
Galanta es la capital del distrito de Galanta en la región de Trnava, Eslovaquia, con una población estimada a final del año 2024 de 15 358 habitantes.
Se encuentra ubicada en el centro-sur de la región, en la depresión danubiana y cerca del río Váh (cuenca hidrográfica del Danubio) y de la región de Bratislava.

## Demografía
| Año        | 1994   | 2004    | 2014    | 2024    |
| ---------- | ------ | ------- | ------- | ------- |
| Población  | 16 823 | 16 000  | 14 977  | 15 358  |
| Diferencia |        | −4,89 % | −6,39 % | +2,54 % |

| Año        | 2023   | 2024    |
| ---------- | ------ | ------- |
| Población  | 15 339 | 15 358  |
| Diferencia |        | +0,12 % |